# Challah

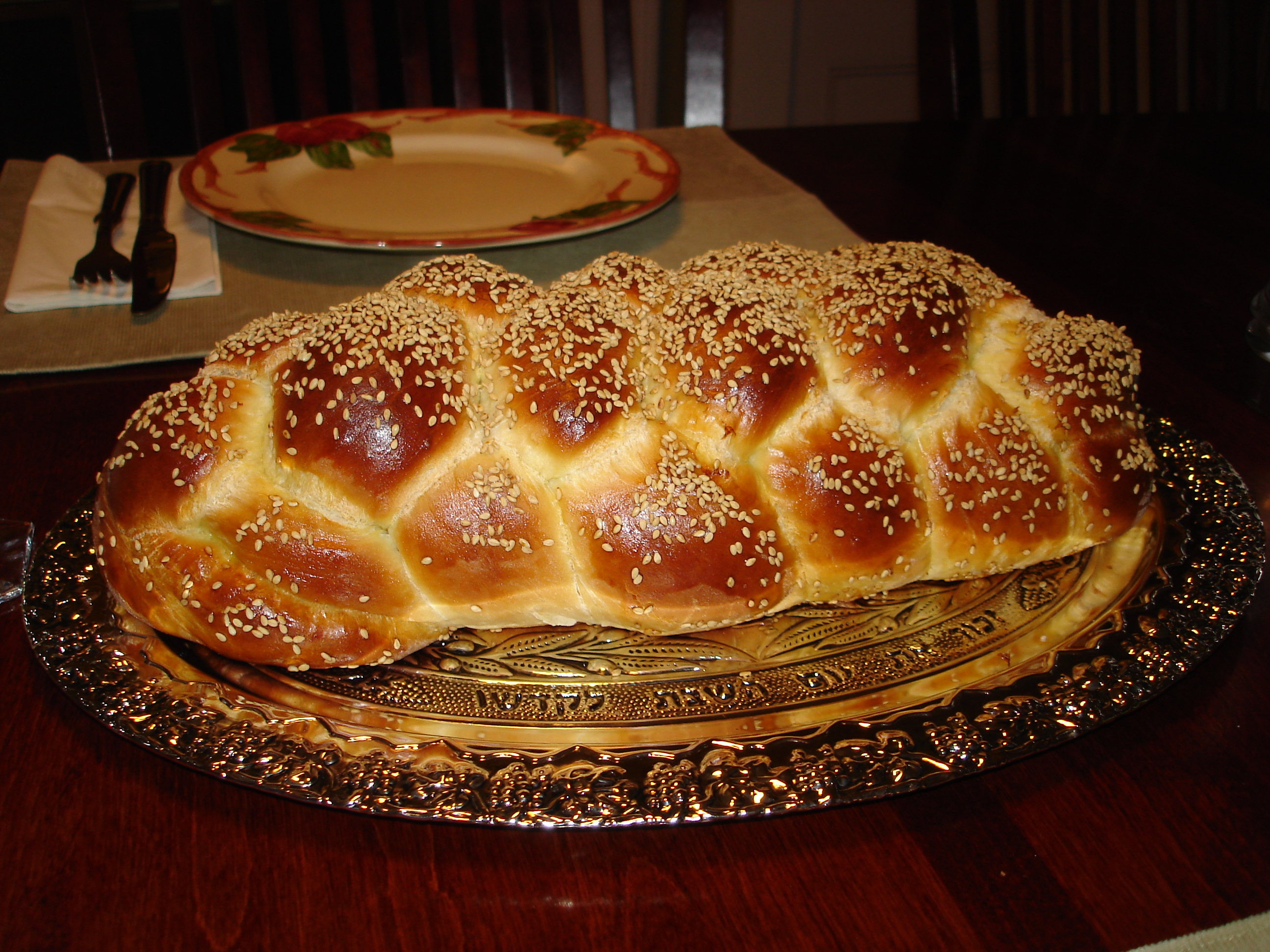
Challah împletit cu seminţe de susan

Challah în limba ebraică חלה, (ori ḥallah', la plural: challot / ḥalloth / khallos, khale (în dialectul idiș estic, germană și dialectul idiș vestic), berches (în svabă), barkis (în Göteborg), bergis (în Stockholm), birkata în dialectul iudeo-amharic, chałka (în poloneză), colac (în română) ,  vánočka (în cehă), zopf (în Elveția) și kitke (în Africa de Sud), este un fel de pâine special împletită și formată care se mănâncă de Șabat și de sărbători în mesianism și iudaism.